# Raïon de Nikolske
Le raïon de Nikolske, appelé jusqu'en 2016 raïon de Volodarske, est une ancienne subdivision administrative de l'oblast de Donetsk, dans l'Est de l'Ukraine. Depuis une réforme administrative du 18 juillet 2020 visant à réduire le nombre de raïons de l'oblast de Donetsk, son territoire appartient désormais au raïon de Marioupol.
Son centre administratif était la ville de Nikolske (anciennement Volodarsque).